# Dactyloceras lucina
Dactyloceras lucina  — ночная бабочка из семейства Брамеи.

## Описание
Передние крылья самца удлинённой формы с вытянутой вершиной. У самки более закруглённые. Окраска крыльев состоит из коричневого цвета различных оттенков. На крыльях проходят волнистые светлые линии, которые чередуются и перекрещиваются.  Задние крылья несут на себе цепь прикраевых округлых пятен и срединную светлую волнистую перевязь.

## Ареал
Центральная Африка, Западная Африка.